# مركبات (نحو)
المُرَكَّبُ هُوَ قَوْلٌ مُؤَلَّفٌ مِن كَلِمَتَيْنِ أو أكْثَرَ يُفِيدُ فَائدَةً تَامَّةً. وهو ستة أنواع: إِسْنَادِيٌّ، إِضَافِيٌّ، بَيَانِيٌّ، عَطْفِيٌّ، مَزْجِيٌّ، وعَدَدِيٌّ.

## أنواع المركب
1. المُرَكَّبُ الإِسْنَادِيُّ (أي: الجُمْلَةُ): هو ما تَأَلَّفَ مِن مُسْنَدٍ ومُسْنَدٍ إلَيْهِ، نحو: العِلْمُ نافِعٌ، فالعلم مُسنَد إليه لأننا أسندنا إليه النَّفْعَ، وحكمنا عليه به، والنفع مُسنَد لأننا أسندناه إلى العِلم وحكمنا به عليه. فالمُسنَد إليه: الفاعِل، ونائب الفاعِل، والمبتدأ، واسم الفِعل الناقص، واسم الأحرف المُشبَّهة بِلَيْسَ، واسم إنَّ وأخواتها، واسم لا النافية للجنس. ولا يكون المُسْنَدُ إليه إلّا اسْمًا. والمُسْنَدُ: الفِعْل، واسْم الفِعْل، وخَبَرُ المُبتدأ، وخبر الفعل الناقص، وخبر الأحرف المشبَّهة بليس، وخبر إنّ وأخواتها.[1]
2. المُرَكَّبُ الإضافيّ: هو ما تَرَكَّبَ من المُضاف والمُضاف إليه، مثل: قَلَمُ الطَّالِبِ، ويكون الجزء الثاني منه مجرورًا.
3. المركب البَيَانيّ: كُلُّ كَلِمَتَيْنِ كانت ثانِيَّتُهُمَا مُوَضِّحَةً مَعْنَى الأولَى، وهو ثلاثة أقسام: مركب وَصْفِيّ: هو ما تألَّفَ من الصِّفة والمَوْصوف، مثل: انتَصَرَ الجَيْشُ العَظِيمُ. مركب تَوْكِيدِيٌّ: وهو ما تَألَّفَ مِن الْمُؤَكَّدِ والمُؤَكِّدِ، مثل: جاءَ الطُّلَّابُ كُلُّهُمْ. مركب بَدَلِيٌّ: وهو ما تألَّفَ من البَدَلِ والمُبْدَلِ مِنْهُ، مثل: حَضَرَ محمّد أخوكَ. ويتبع الجزء الثاني في المركب البيانيّ ما قبله في إعْرابِه.
4. المركب العَطْفِيُّ: هو ما تَألَّفَ من المعطوف والمعطوف عليه ويتوسَّطُ بينهما حرْفُ العَطْفِ، مثل: جاءَ الطالِبُ وأُختُه. ويَتْبَعُ المَعْطوفُ المعْطوفَ عليه في إعرابِهِ.
5. المركب الْمَزْجِيُّ: كلّ كَلِمَتَيْنِ رُكِّبَتَا وجُعِلَتَا كلمةً واحدةً، مثل: حَضْرَ مَوْتَ، سِيبَوَيْهِ، صَبَاحَ مَسَاءَ، وشَذَرَ مَذَرَ...و هو ثلاثة أنواع: عَلَمٌ: يُعْرَبُ إعْرَابَ ما لا يَنصَرِفُ، مثل: ازْدَهَرت بَعْلَبَكُّ. ينتهي بِوَيْهِ: يُبْنَى على الكَسْرِ دائما، مثل: سيبويهِ عالمٌ عظيمٌ، جاءَ سيبويهِ، مرَرْتُ بسيبويهِ. غيْر عَلَم: يُبْنَى جُزْءَاهُ على الفَتْح، مثل: أعْمَلُ صَبَاحَ مَسَاءَ، أنتَ جارِي بَيْتَ بَيْتَ (أي: مُلَاصِقًا).
6. المركب العَدَدِيُّ: هو ما رُكِّبَ مِن الأعْدادِ مِن أَحَدَ عَشَرَ إلى تِسْعَةَ عَشَرَ، ومِن الْحَادِي عَشَرَ إلى التاسِعِ عَشَرَ.[1]

## جمع المركبات
- إذا شئتَ أن تجمع مركبًا إضافيًّا مُصَدَّرًا بابن أو ذوي، فإن كان للعاقل جمعتَ «ابن» جمعَ مذكّر سالمًا، أو جمعَ تكسير، وجمعتَ «ذو» جمعَ مذكر سالمًا فقط، فتقول: جاء بنو خالد، أو أبناء خالد، أقبل ذَوُو العِلم.
- إن كان لغير العاقل، نحو: ابن آوَى، ابن عِرْسٍ، ذي القعدة، ذي الحجة، جمعتَ «ابنا» على «بنات» و«ذو» على «ذوات»، فتقول: بنات آوى، بنات عِرْسِ، ذوات القعدة، ذوات الحجة.
- إذا كان المركب المضاف غير مُصَدَّر ب «ابن» أو «ذي»، تجمع صَدْرَهُ كما تجمع الأسماء من نوعه، فتقول في كتاب المعلم: كُتُبُ المَعَلِّمِ.
- إذا جمعتَ عبد الله ونحوه من الأعلام المركبة تركيبًا إضافيًّا، قلت: عبدو الله وعبيد الله فتجمع الصدر فقط جمعًا سالمًا أو جمع تكسير.
- إذا كان المركب إسناديًّا أو مزجيًّا، نحو: جاد الحقُّ، شابَ قرناها، بعلبك، توصلتَ إلى جمعه باستعمال «ذَوُو» قبله إن كان مذكَّرًا عاقلًا، و«ذوات» إن كان جمع مؤنث سالمًا أو مذكرًا غيرَ عاقلٍ، فتقول: جاءَ ذَوُو جَادَ الحقُّ (أي أصحاب هذا الاسم)، وأقبلتْ ذَواتُ شَابَ قرناها (أي صاحبات هذا الاسم)، ورأيتُ ذواتَ بعلبك (أي صاحبات هذا الاسم).